# Phyllanthus pseudoguyanensis
Phyllanthus pseudoguyanensis là một loài thực vật có hoa trong họ Diệp hạ châu. Loài này được Herter & Mansf. miêu tả khoa học đầu tiên năm 1936 publ. 1937.